# Megophryidae
Los megofríidos (Megophryidae) son un clado de anfibios anuros nativos de la región indomalaya: sus 199 especies se distribuyen desde el este de Pakistán hasta el este de China, Indochina, Sondalandia y Filipinas. Es un grupo amplio y diverso ecológicamente, cuyas especies presentan, entre otras características morfológicas, una tendencia a imitar hojas muertas. La diversidad de tamaños exhibidos en esta familia van desde los 20 mm en las especies del género Leptobrachella, hasta los 125 mm en las hembras de Megophrys nasutaa. Poseen una cabeza ancha adaptada a engullir presas de gran tamaño como caracoles, cucarachas y otras ranas.

## Géneros
Se reconocen los siguientes según ASW:
- Borneophrys Delorme, Dubois, Grosjean & Ohler, 2006 (1 sp.)
- Brachytarsophrys Tian & Hu, 1983 (5 sp.)
- Leptobrachella Smith, 1925 (8 sp.)
- Leptobrachium Tschudi, 1838 (34 sp.)
- Leptolalax Dubois, 1980 (50 sp.)
- Megophrys Kuhl & Van Hasselt, 1822 (57 sp.) (tipo)
- Ophryophryne Boulenger, 1903 (5 sp.)
- Oreolalax Myers & Leviton, 1962 (18 sp.)
- Scutiger Theobald, 1868 (21 sp.)